# Sittard-Geleen

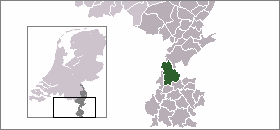
Sittard-Geleens läge

Sittard-Geleen (limburgiska: Zitterd-Gelaen) är en kommun i provinsen Limburg i Nederländerna. Kommunens totala area är 81,41 km² (där 1,55 km² är vatten) och invånarantalet är på 92 758 invånare (2018).